# Beppe Fenoglio
Beppe Fenoglio född 1 mars 1922 i Alba, Piemonte, död 18 februari 1963 i Turin, var en italiensk författare.
Fenoglio avbröt sina universitetsstudier då han inkallades till officersskolan i Rom. 1943 deltog han i motståndskampen. Hans författarskap tillhör den italienska neorealismen och hans debut kom 1952 med novellsamlingen I ventitré giorni della città di Alba.

## Utmärkelser
Asteroiden 7935 Beppefenoglio är uppkallad efter honom.